# De Wallen
A De Wallen vagy De Walletjes (szó szerint: a falak vagy falacskák) a legnagyobb és legismertebb piroslámpás negyed, Amszterdam egyik fő turisztikai látványossága, az egyik leghíresebb szexzóna Hollandiában és a világon is.
A város régi részének szívében található, néhány háztömbön át az Oude Kerk templomtól délre, és számos csatorna keresztezi. A De Wallen egy alig háromszáz ingatlanból álló sikátorhálózat, amelyet női prostituáltak (és kisebb mértékben transznemű nők) bérelnek, akik egy üvegfal vagy ajtó mögött kínálják szolgáltatásaikat, jellegzetes piros lámpákkal megvilágítva. A környéken számos szexbolt, erotikus színház, peep show, egy szex- és kannabiszmúzeum, valamint néhány kávézó is működik.
A De Wallen a Singelgebied és Ruysdaelkade területekkel együtt alkotja Amszterdam Rosse Buurtot (piroslámpás övezet).

## Területe, története és neve
A teljes terület kb. 6500 négyzetméteres, és északról Niezel, keletről a tenger, délről a Sint Jansstraat és nyugatról a Warmoesstraat határolja. A prostitúció ezen a területen a következő utcákon történik: Barndesteeg, Bethlehemsteeg, Bloedstraat, Boomsteeg (jelenleg zárva), Dollebegijnensteeg, ENGE KERKSTEEG, Goldbergersteeg, Gordijnesteeg, Molesteeg, Monnikenstraat, Ouddekerksplein, Ouddekerksplein, Ouddekerksplein, Ouddekerksplein ACHUDTERBURG ENDWARSSTRAT, Sint Annenstraat, Stoofsteeg és Trompettersteeg.
A piroslámpás negyed a 14. század óta létezik, bár korábban is voltak itt szeszfőzdék, főleg tengerészek számára. A Wallen (fal) név Amszterdam történelmi központjában lévő középkori tengergátra utal.

## Szervezete

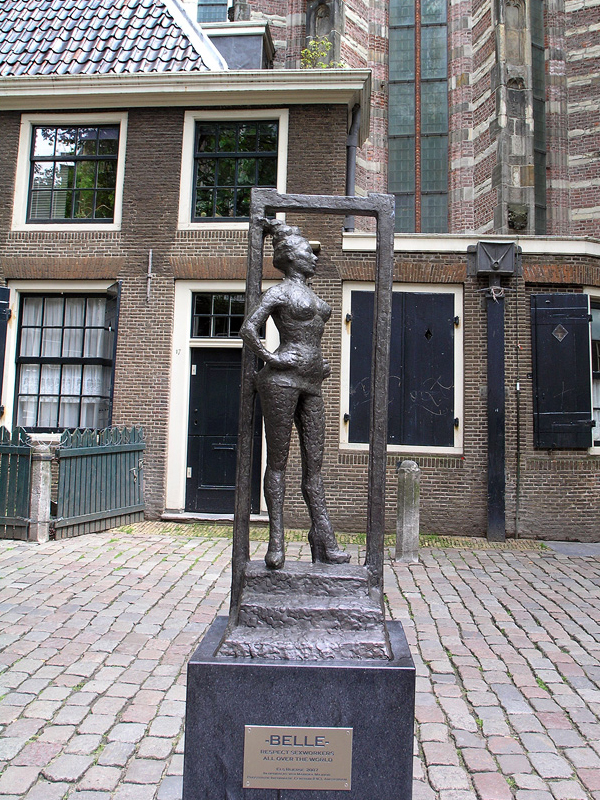
A Prostituált szobra

A prostitúció legális Hollandiában, de utcán nem gyakorolható. Ebben az ágazatban azonban csak az európai közösség polgárai dolgozhatnak, és nem adnak ki munkavállalási engedélyt nem európaiaknak.
Bár az egészségügyi és szociális szolgáltatások mindig rendelkezésre állnak, a prostituáltaknak nem kell időszakos orvosi vizsgálaton részt venniük. Egy 2006 előtt végzett tanulmány kimutatta, hogy a holland prostituáltak 7%-a (beleértve az utcán dolgozókat is) HIV-pozitív. A bordélyházak tulajdonosai és a prostituáltak gyakran kérnek egészségügyi igazolást klienseiktől.
A De Wallenen prostituáltként dolgozó nők 100-150 euróért bérelnek szobát nyolc órára, műszakváltásban, biztonsági szolgálattal. Az óvszert behatolásos szexuális kapcsolathoz használják, de orális szexhez nem mindig. Húsz perc szex körülbelül 50 euróba kerül. Különböző nemzetiségű nők kínálják ezeket a szolgáltatásokat.
A negatív hírverés ellensúlyozására Mariska Majoor (a Prostitutie Informatie Centrum prostitúciós információs központ alapítója) két ingyenes napot szervezett, 2006 februárjában és 2007 márciusában, így a látogatók bejuthattak néhány bordélyablakba és néhány peep show-ba, tájékoztatást kapva a feltételekről. az ott dolgozó nőkről. Major azt is szorgalmazta, hogy a piroslámpás negyedben álljon az első prostituáltemlékmű. A bronzszobor 2007 márciusában került ide az Oude Kerk elől, és egy nőt ábrázol, aki az ajtóban várakozik.

## Kerítés és embercsempészet
A városi hatóságokat aggasztják a környékbeli kerítésről és emberkereskedelemről szóló jelentések, bár ezek mértéke a területen bizonytalan.
A kerületben dolgozó két névtelen helyettes rendőrtiszt 2005 októberében felfedte, hogy a De Wallenben az emberkereskedőknek két fő csoportjuk van, a futtatók (stricik) és a törökök. A stricik csoportja elsősorban számos fiatal marokkói férfiból áll, akik romantikus technikákkal győzik meg a nőket, hogy dolgozzanak nekik prostituáltként. Az ellenük folytatott 2003-as nyomozás kevés eredményt hozott: csak néhány letartóztatást, a gyanúsítottakat pedig bizonyítékok hiányában szinte azonnal szabadon engedték.

## Fordítás
- Ez a szócikk részben vagy egészben  a   De Wallen című olasz Wikipédia-szócikk ezen változatának fordításán alapul.  Az eredeti cikk szerkesztőit annak laptörténete sorolja fel. Ez a jelzés csupán a megfogalmazás eredetét és a szerzői jogokat jelzi, nem szolgál a cikkben szereplő információk forrásmegjelöléseként.